# Coppa LEN 2015-2016 (pallanuoto femminile)
La Coppa LEN 2015-2016 (Women LEN Trophy 2015-2016) è stata la XVII edizione del secondo trofeo europeo femminile di pallanuoto riservato a squadre di club.
Come nella passata edizione, si è deciso di far partire la manifestazione direttamente dalla Final Four, ammettendo le squadre eliminate nei quarti di finale della LEN Euro League Women 2015-2016, per un totale di sole quattro squadre partecipanti.

## Final Four
La Final Four si è disputata a Mataró tra venerdì 15 e sabato 16 aprile 2016.

### Semifinali
| Matarò 15 aprile 2016, ore 18:00 | Vouliagmeni | 12 – 9 (6-1; 2-3; 2-1; 2-4) referto                   | Szentes | Complex Esportiu El Sorrall |
| \| \| \| \| \| Roumpesi: 4 Tsoukala, Chydirioti, Xenaki: 2 Kotsia, Diamantopoulou: 1 \| Marcatori \| 2: Hevesi, Bujka, Kövér-Kiss 1: Mihály, Farkas, Pengo \| |             |                                                       |         |                             |
| |             |                                                       |         |                             |
| Roumpesi: 4 Tsoukala, Chydirioti, Xenaki: 2 Kotsia, Diamantopoulou: 1                                                                                         | Marcatori   | 2: Hevesi, Bujka, Kövér-Kiss 1: Mihály, Farkas, Pengo |         |                             |

| Matarò 15 aprile 2016, ore 19:45 | Mataró    | 16 – 12 (2-3; 5-2; 5-3; 4-4) referto                                      | Uraločka Zlatoust | Complex Esportiu El Sorrall |
| \| \| \| \| \| Tarragó: 7 Gibson, Meseguer, López: 3 \| Marcatori \| 3: Neznamova, Gerzanich 2: Abdriziakova, Gorbunova 1: Karimova, Koryakina \| |           |                                                                           |                   |                             |
| |           |                                                                           |                   |                             |
| Tarragó: 7 Gibson, Meseguer, López: 3 | Marcatori | 3: Neznamova, Gerzanich 2: Abdriziakova, Gorbunova 1: Karimova, Koryakina |                   |                             |

### Finale 3º posto
| Matarò 16 aprile 2016, ore 19:00 | Szentes   | 18 – 15 (rig.) (4-8; 3-3; 3-2; 5-1 4-1) referto                                     | Uraločka Zlatoust | Complex Esportiu El Sorrall |
| \| \| \| \| \| Kövér-Kiss: 6 Bujka: 5 Miskolczi: 3 Hevesi, Gémez: 2 \| Marcatori \| 5: Karimova 3: Gorbunova 2: Kolmakova, Bersneva 1: Abdriziakova, Gerzanich, Isakova \| |           |                                                                                     |                   |                             |
| |           |                                                                                     |                   |                             |
| Kövér-Kiss: 6 Bujka: 5 Miskolczi: 3 Hevesi, Gémez: 2 | Marcatori | 5: Karimova 3: Gorbunova 2: Kolmakova, Bersneva 1: Abdriziakova, Gerzanich, Isakova |                   |                             |

### Finale
| Matarò 16 aprile 2016, ore 19:45                                                                                      | Vouliagmeni | 5 – 6 (3-2; 0-2; 2-1; 0-1) referto   | Mataró | Complex Esportiu El Sorrall |
| \| \| \| \| \| Tsoukala: 2 Chydirioti, Xenaki, Kontogianni: 1 \| Marcatori \| 2: Cambray, López 1: Benekou, Gibson \| |             |                                      |        |                             |
| |             |                                      |        |                             |
| Tsoukala: 2 Chydirioti, Xenaki, Kontogianni: 1                                                                        | Marcatori   | 2: Cambray, López 1: Benekou, Gibson |        |                             |